# Ханино (Тульская область)
Ханино — посёлок (с 1928 до 2005 гг. — посёлок городского типа) в Суворовском районе Тульской области России. 
В рамках административно-территориального устройства образует Ханинскую сельскую территорию Суворовского района, в рамках организации местного самоуправления является административным центром Юго-Восточного сельского поселения.

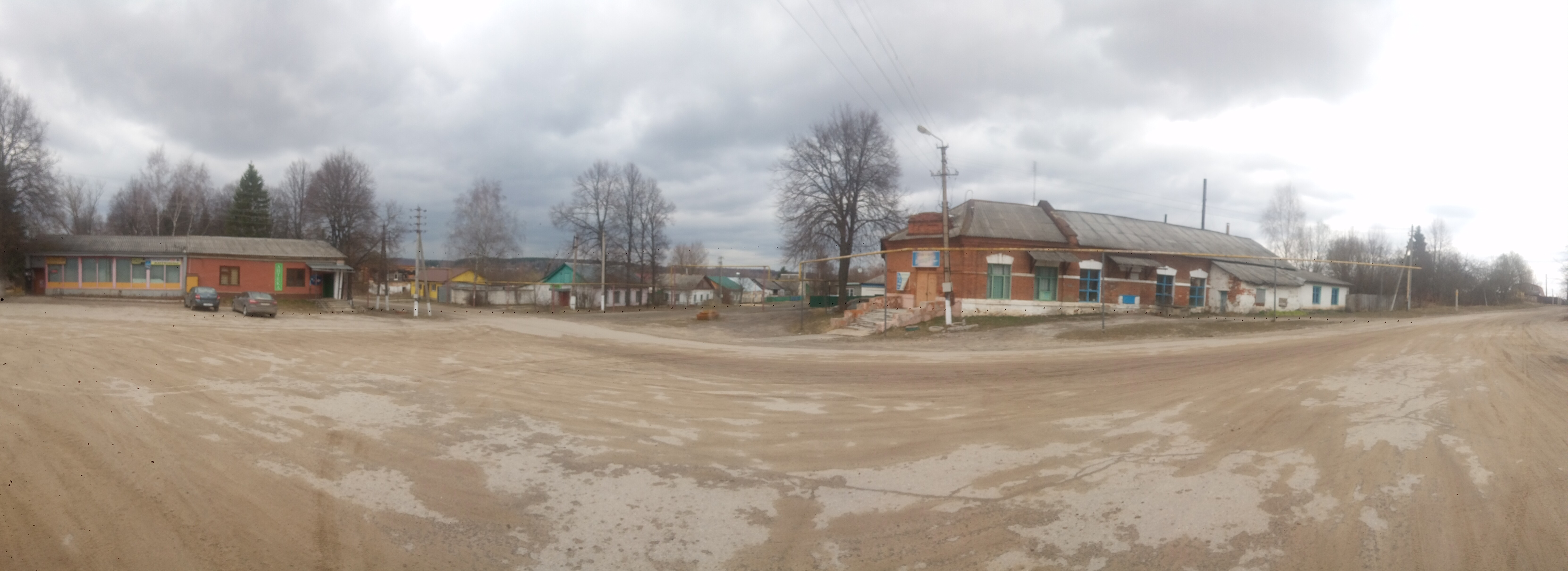
Центр посёлка Ханино

## География
Расположен в 65 км к западу от центра города Тулы и в 12 км к северо-востоку от райцентра города Суворов. 
В 7 км к юго-востоку от посёлка находится железнодорожная станция Ханино (что возле деревни Новое Ханино).

## Население
| 1939 | 1959  | 1970  | 1979  | 1989  | 2002  | 2010  |
| ---- | ----- | ----- | ----- | ----- | ----- | ----- |
| 1827 | ↗2429 | ↘2413 | ↘2148 | ↘1597 | ↘1292 | ↘1134 |

Население — 1134 чел. (2010).

## История
Село Ханино известно с XVIII века. В 1720-е годы купец Засыпкин основал здесь чугуноплавильный завод. Постепенно завод расширялся и к 1881 году на нём работало 320 человек. В 1908 году через Ханино прошла Тула-Лихвинская узкоколейная железная дорога. В 1920 году была пущена ГЭС. В 1932 году вместо старых заводских сооружений был построен новый литейный корпус. В 1928 году Ханино получило статус посёлка городского типа. До 28 февраля 1958 года Ханино было центром Ханинского района. С 2005 — сельский населённый пункт.
В посёлке имелись арматурный завод и леспромхоз.

## Известные уроженцы
- Алексей Ерофеев — лейтенант Рабоче-крестьянской Красной Армии, участник Великой Отечественной войны, Герой Советского Союза (1945).
- Виктор Чухнаков — старший сержант Рабоче-крестьянской Красной Армии, участник Великой Отечественной войны, Герой Советского Союза (1945).